# マニタス・デ・プラタ
マニタス・デ・プラタ（Manitas de Plata、1921年8月7日 - 2014年11月5日）は、フランスのフラメンコギタリスト。本名はリカルド・バリアルド (Ricardo Baliardo)。「マニタス・デ・プラタ」は「銀の小さな手」という意味で、ギター演奏の巧みさを讃えたものである。ギタリストとして世界的な名声を得たが、「コンパス」と呼ばれるフラメンコの伝統的なリズムを逸脱したため、批判されることもあった。
ジプシー・キングスのメンバーであるバリアルド兄弟（ジャクー、モーリス、トニーノ）は、マニタスの息子である。同じくレイエス兄弟（ポール、フワンソワ〈カヌート〉、パチャイ、ニコラ、アンドレ）は、従兄弟のホセ・レイエスの子であり、マニタスの甥にあたる。また、オーストラリアのマルチプレイヤーであるクリス・フリーマンは、1971年にマニタスからギターを教わっており、マニタスの影響と指導が認められる。
他にも弟のイッポリテ・バリアルド(Hippolyte Baliardo, 1928-2009)、長男のマネロ・バリアルド(Manero Baliardo, 1940-2012)など、マニタスの家族の多くは有名なフラメンコ奏者であった。もうひとりの息子であるバンボ・バリアルド(Bambo Baliardo)は、2015年時点で現役の音楽家・奏者である。

## 生涯
マニタス・デ・プラタ（リカルド・バリアルド）は、南フランス・セットのジプシー・キャラバンで生まれた。カマルグのサント＝マリー＝ド＝ラ＝メールで行われるジプシーの巡礼にて毎年演奏することで有名になり、これはデベン・バッタチャリヤによってライブレコーディングされた。
マニタスは当初人前での演奏を好まず、ジャンゴ・ラインハルト（1910 - 1953。当時、満場一致でジプシーギタリストの頂点と認められていた）の死後10年経って初めて演奏に同意した。1963年、マニタスの最初のアルバムがアルルの礼拝堂で収録され、フィリップスレーベルから発売された。これは1967年にコニサー・ソサエティレーベルから再版され、ブック・オブ・ザ・マンス・クラブで売られている。レコードを聴いた芸術家のジャン・コクトーは、マニタスを称賛する手紙を出した。また、1964年にアルルでのマニタスの演奏を聴いたパブロ・ピカソは、「あの男は私よりも価値がある!」と声高に叫び、ギターに絵を描いた。
マニタスの友人であるルシアン・クレルグがニューヨークで開催した写真展示会の後、マニタスはアメリカ合衆国でも好評を博すようになった。レコードがアメリカの聴衆から注目を集めて有名になり、1965年11月24日にニューヨークのカーネギー・ホールでコンサートが行われた。

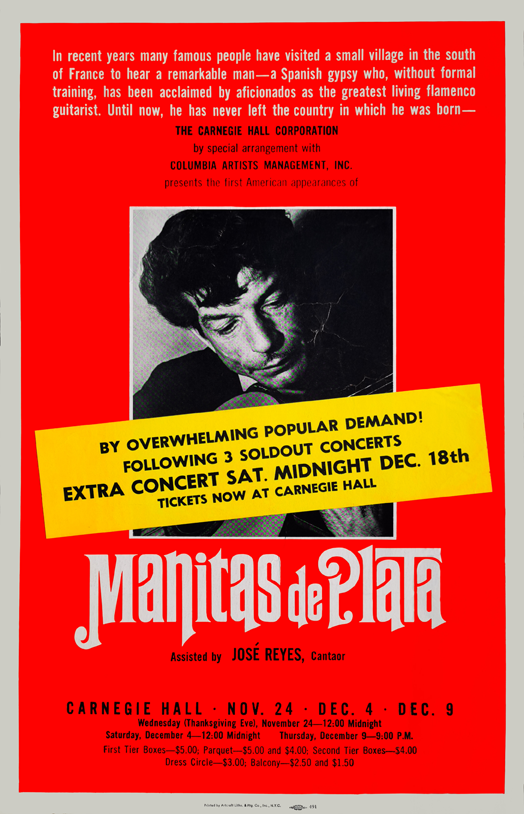
カーネギー・ホールのコンサートのポスター

1967年から、ダンサーのニーナ・コーティを伴って世界ツアーを実施し、ライブレコードを作成した。1968年、ロンドンのロイヤル・バラエティ・パフォーマンスで演奏した。
マニタスは、引退後に住んでいたモンペリエの自宅で、2014年11月6日に死去した。死因は公表されていないが、2013年4月に重度の心臓発作を発症して以来、体調が優れなかったことが伝えられていた。

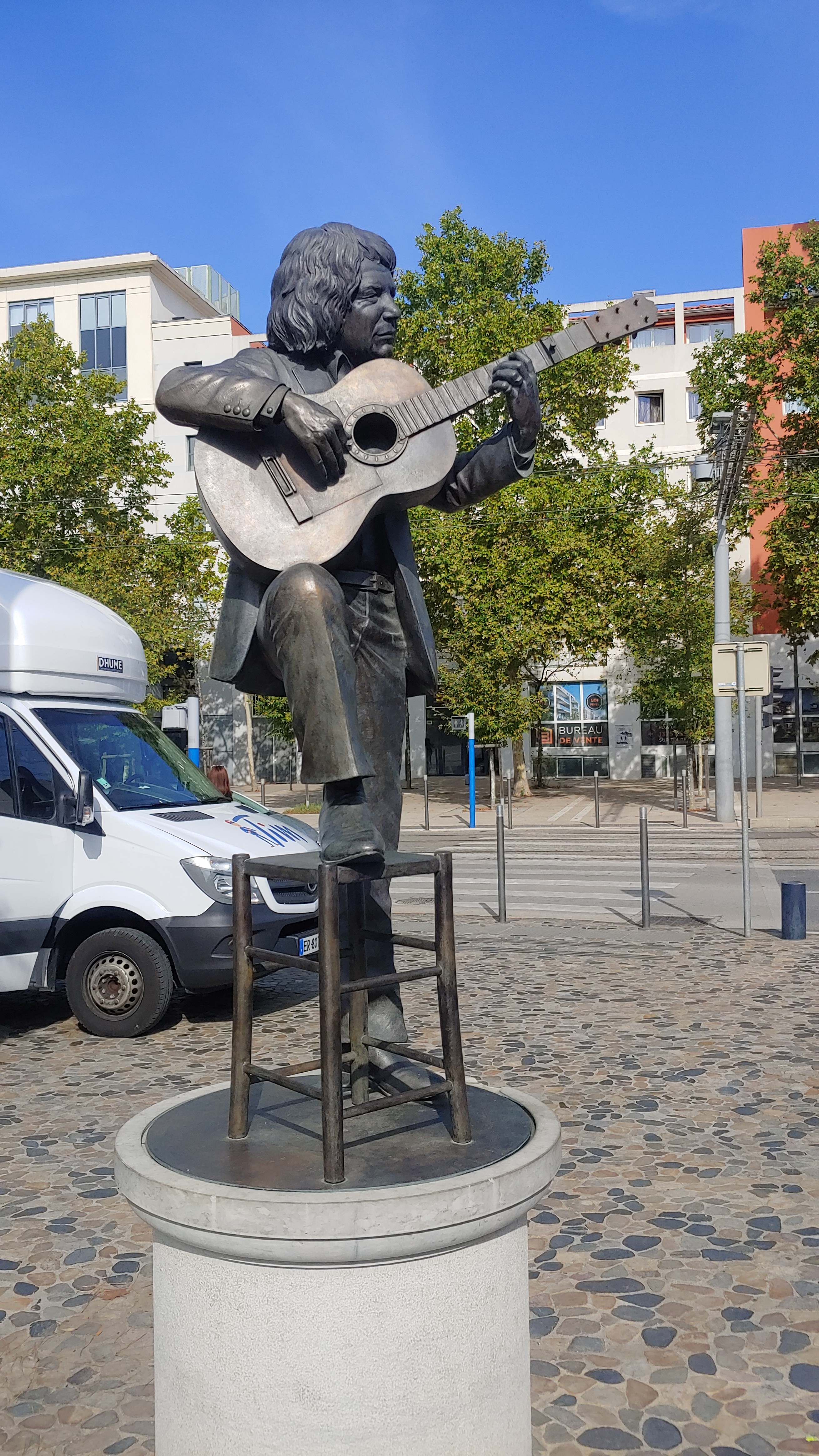
モンペリエ市庁舎前のマニタス・デ・プラタ像

## ディスコグラフィ
- Juerga! (1963)
- Flamenco Guitar (1965)
- Manitas de Plata - The world's greatest living flamenco artist (1966)
- Manitas et les siens (1967)
- The Art of the Guitar (1968)
- La guitare d'or de Manitas (1970)
- Et Ses Guitares Gitanes (1972)
- Excitement of Manitas De Plata (1973)
- Hommages (1973)
- Soleil des Saintes-Maries (1978)
- Feria Gitane (1994)
- Olé (1994)
- Manitas de Plata at Carnegie Hall (1995)
- Flaming Flamenco (1997)
- Manitas de Plata (1998)
- Camargue de Manitas (1999)
- Guitare D'Or Manitas de Plata (1999)
- Flores de mi corazon (1999)
- Guitarra Flamenco (2001)
- Manitas de Plata y los Plateros (2004)